# Yves-Marie Adeline
Yves-Marie Adeline (ur. 24 marca 1960, Poitiers) – francuski polityk, filozof, publicysta, poeta i muzykolog. 

## Życiorys
Doktorat z filozofii uzyskał na Uniwersytecie Paryskim. W latach 1986–1989 był wykładowcą na Université de Poitiers. w 2001 roku założył Sojusz Rojalistyczny, pierwszą w historii monarchizmu francuskiego sformalizowaną partię polityczną. 

## Publikacje
- Jutrzenka królewska, Studia o prawowitości władzy (1991)
- Król i świat współczesny (1995)
- Plac filozofów (1995)
- Władza prawowita (1997)
- Usidlona prawica (1996)
- Prawica w ślepym zaułku (2000)
- Rozważania o rojalizmie (1792-2002). Perspektywy dla XXI wieku (2003)